# Захват Госсовета Дагестана
Захват здания Государственного Совета и Правительства Республики Дагестан (упрощённо — Захват «Белого дома») произошёл 21 мая 1998 года, когда вооружённая группа митингующих под руководством политиков Магомеда и Надиршаха Хачилаевых ворвалась в здание.
Причинами протестной акции стали социальные конфликты в дагестанском обществе — коррупция, произвол властей, а поводом — перестрелка в Махачкале между силовиками и вооружённой группировкой, укрывшейся в доме депутата Надиршаха Хачилаева. Сторонники Хачилаевых собрали митинг в центре города, в результате которого был взят Госсовет. После переговоров с представителями региональной власти и дачи гарантий, что участников захвата не будут преследовать и будут проведены честные выборы председателя Госсовета, митингующие сдали здание и разошлись.

## Хронология
- Ночью 20 мая милицейский патруль остановил машину с чеченскими номерами, внутри которой была вооружённая группа людей, началась перестрелка, в результате с обеих сторон были раненные, из милиционеров один убит и шестеро ранены, один затем скончался в больнице[1][2].
- Группировка укрылась в доме депутата Госдумы Надиршаха Хачилаева на улице Титова, дом окружила милиция[1][2]. Депутат начал вести переговоры с милицией, объяснив, что стрелявшие — это его охранники, вернувшиеся по его заданию с чечено-дагестанской границы, где митингующие против бездействия власти перекрыли трассу. Осаждённые отказались сдаваться, переговоры шли всю ночь[2].

- Утром 21 мая у дома полчаса шла перестрелка. Окружённые сумели выйти и со сторонниками, которых собрал брат Надиршаха Магомед Хачилаев[2], направились на центральную площадь[1].
- На площади ещё до прихода Хачилаевых собрался митинг из около трёх тысяч человек[2], в том числе вооружённых автоматами, гранатами, гранатомётами и пистолетами, они разоружили силовиков[2][1].
- Митингующие ворвались в здание Государственного Совета РД[1].

- События оказались в центре внимания федеральных СМИ[1].
- С флагштока сняты флаги России и Дагестана, вместо них повешено зелёное исламское знамя[1][2][3]. Митингующие с оружием начали занимать удобные боевые позиции для отражения возможного штурма[2]. Фактически случился государственный переворот[3], хотя сам Надиршах Хачилаев смещать власть не собирался и называл это вынужденной мерой из-за случившейся осады его дома[4]. Дагестан находился на грани войны[5].
- Для недопущения захвата здания мэрии, стоящего напротив, мэр Саид Амиров обеспечил её вооружённой охраной и приказал охранникам стоять насмерть[6].
- В город стянуты 102-я бригада внутренних войск и 136-я бригада Министерства Обороны[2], а также спецподразделение «Альфа»[7]. По улицам передвигались солдаты и бронетранспортёры[2].
- Днём из Москвы срочно прилетел Магомедали Магомедов, председатель Госсовета[1].
- Начались переговоры между митингующими в лице братьев Хачилаевых и республиканским руководством. В них участвовали Магомедали Магомедов, глава правительства Шихсаидов, глава МВД Абдуразаков, вице-премьер Гаджи Махачев и другие. От митингующих ультимативно требовали сложить оружие и разойтись, иначе силовики предпримут насильственные меры[1].

- Надиршах требовал проведения досрочных выборов в Госсобрание. Власти обещали честные выборы, но переносить отказались[2]. Достигнуто соглашение о прекращении противостояния[1], руководство республики обещало не применять силу и не возбуждать дела об организации массовых беспорядков. Охранники Хачилаева, участвовавшие в расстреле милиционеров, сдались добровольно. К 18 часам вечера все разошлись, но оружие никто не сдал[2].
- Ночью в город прилетел и. о. МВД РФ Степашин и встретился с представителями местных госорганов и Надиршахом Хачилаевым. По окончании встречи с последним, по словам журналиста Алика Абдулгамидова, Степашин сказал: «Мы поговорили и поняли друг друга. Надыр Хачилаев пообещал как депутат Госдумы впредь удерживать народ от подобных решений складывающейся ситуации»[1].
- На следующий день состоялось чрезвычайное совещание Госсовета, куда пригласили и Магомеда Хачилаева. Глава МВД Магомед Абдуразаков ушёл в отставку[1].

## Последствия
Генпрокуратура предварительно оценила ущерб зданию в 5 млн рублей, в кабинетах повреждены мебель, окна, связь. Несмотря на то, что власти обещали неприкосновенность, прощать убийство милиционеров их родственники не собирались. По факту убийства милиционеров и организации массовых беспорядков были заведены уголовные дела.
По делу об организации массовых беспорядков по состоянию на 1999 год было арестовано 5 человек, в том числе Магомед Хачилаев, которого арестовали в сентябре 1998 года и обвинили также в хищении оружия, незаконном лишение свободы работников милиции и приобретении и хранении огнестрельного оружия и боеприпасов, по статьям грозило около 10 лет лишения свободы. По этому же делу депутатской неприкосновенности был лишён Надиршах, но тот скрылся в Ичкерии. Оба брата были убиты в 2000 и 2003 годах.
На суде Надиршах Хачилаев заявил о своей с братом невиновности. Впоследствии он сказал о случившемся:
Мы защищали свою честь, жизнь. Была провокация против нашей семьи, и мы разоблачили её, начали борьбу с коррупцией. Мы уличили тех, кому это было невыгодно. Это дорого далось, но я посчитал бы неполноценно прожитой свою жизнь, если бы я не прошёл через все это
Надиршах связывал провокацию с перестрелкой у дома со своей антикоррупционной деятельностью в республике: незадолго до этого он передал все документы, свидетельствующие о воровстве в верхних эшелонах власти, в специальную комиссию при Госдуме. 15 мая из Москвы должны были прибыть представители комиссии с аудиторами Счетной палаты для проверки фактов на месте. Однако они так и не прибыли по неизвестным причинам. После этого Хачилаев публично заявил, что все документы предаст огласке.